# Фон Тилзер, Гарри
Гарри фон Тилзер (англ. Harry Von Tilzer, при рождении Гарри Гамбински, 8 июля 1872, Детройт — 10 января 1946, Нью-Йорк) — американский автор песен, творчество которого пришлось на эру рэгтайма, и во многом повлиявшее на этот стиль.

## Биография
Большая часть ранней жизни была передана Фон Тилзером с его слов и слов его братьев. Гарри фон Тилзер родился 8 июля 1872 года в Детройте, штат Мичиган, в многодетной семье польских евреев-иммигрантов Сары Тилзер и Якоба Гамбински. Вероятно настоящее имя Гарри было Аарон. У Гарри на тот момент было двое старших братьев — Луис и Жюль. Позже у семьи родились мальчик и девочка, но они умерли ещё в младенчестве. Между 1874 и 1877 годами семья переезжает в Индианаполис, штат Индиана, где рождается младший брат Элиас (позже Альберт).
Согласно переписи от 1880 года, отец Гарри был указан как парикмахер. Позже он стал владельцем обувного магазина, который был расширен до универсального. Хотя Гарри в своих воспоминаниях указывает на обувной магазин, в документах от 1880 года говорится, что в нем продавалась мебель, печи и посуда.
В 1880 рождается младший брат Гарольд, а в 1882 — Уилбур. После этого, в какой-то момент произошли изменения в именах членов семьи, потому что, начиная с Гарри, все братья получили фамилию Гамм, хотя отец фамилию не менял.
Местная театральная компания давала представления на чердаке над магазином, и Гарри вместе с Альбертом и Жюлем любили на них ходить. С раннего возраста, при поддержке матери, Гарри научился играть на пианино. В 1886 году, восхищенный атмосферой театра, в возрасте 14 лет, он уходит из дома, чтобы присоединиться к бродячему цирку «Cole Brothers Circus», где он учится играть на каллиопе. Гарри покинул цирк до того, как ему исполнилось 16 лет, чтобы выступать с гастролями в бурлеск-шоу. В этих шоу он играет на пианино и сочиняет мелодии, некоторые из которых отдаёт артистам просто так. Время от времени Гарри играет на сцене, что в будущем ему помогло.
Первое время Гарри выступает под фамилией Гамм, но в какой-то момент меняет её на производную фамилию матери — Фон Тилзер. Он считал, что фамилия в такой форме более привлекательна для сцены. Его примеру позднее последовали также братья.
Несколько лет Гарри писал мелодии для развлекательных шоу и водевилей и наконец публикует одну из них под названием «I Love You Both» в 1892 году, за которую он практически ничего не заработал. Тем не менее, популярный певец Лотти Гилсон, заметив в юноше талант, посоветовал ему попытать счастье в Нью-Йорке. И в возрасте 20 лет, имея в кармане не более двух долларов, он переезжает в Нью-Йорк.
В Нью-Йорке Гарри играет в салонах и продолжает писать музыку. В 1898 году ему удаётся продать свою песню «My Old New Hampshire Home» за 15 долларов, которая впоследствии стала хитом. Это побудило Гарри стать профессиональным автором песен.
После первых крупных успехов Гарри становится партнером издателя песен Shapiro Bernstein Publishing Company. В 1900 году его песня «A Bird in a Gilded Cage» становится большим хитом своего времени. После этого Гарри становится самым известным автором песен на Tin Pan Alley.
В 1902 году Гарри основывает свою издательскую компанию, в которую позже пришел его родной брат Альберт фон Тилзер.
Гарри фон Тилзер скончался 10 января 1946 года в Нью-Йорке, в номере отеля Woodward.

## Творчество
Гарри фон Тилзер за свою жизнь написал больше ста песен, значительную часть которых он продал артистам. Первая песня, которая была опубликована под его именем и с которой он начал карьеру была «My Old New Hampshire Home» (1898).
Многие из ранних названий его песен отражают болезненную одержимость отрасли звукозаписи к этническим стереотипам, например, «De Swellest Ladie's Coon in Town» (1897), «Rag-Time Cake Walk» (1898), «The Coldest Coon in Town» (1899), «Mammy's Kinky-Headed Coon» (1899), где «coon» обозначает в уничижительной форме чернокожего человека.
Известность приходит Гарри с 1900 года после публикации песни «A Bird In A Gilded Cage». В 1902 году Тилзер открывает свой издательский дом, который приносит ему немалую прибыль. В этом году выходят такие хиты как «Down Where the Wurzburger Flows», «In the Sweet Bye and Bye», «The Mansion of Aching Hearts», «Jennie Lee», «I Want to Be a Actor Lady», «Down on the Farm» и «Pardon Me, My Dear Alphonse, After You, My Dear Gaston». Кроме того, в том же году была отмечена композиция «Please Go 'Way and Let Me Sleep», которую Гарри лично не писал, но занимался её издательством.
С Гарри фон Тилзером также связывают происхождение названия «Tin Pan Alley» («Улица жестяных сковородок»). Однажды журналист Монро Розенфельд, находясь в офисе Фон Тилзера на 28 улице, услышал жестяные тональности, издаваемые пианино, которые получались из-за просунутой между струнами бумаги. А позднее, прогуливаясь по этой улице, он услышал какофонию из похожих звуков, сравнив её с ансамблем кастрюль и сковородок.